# Муцольгов, Исмаил Макшарипович
Исмаил Макшарипович Муцольгов (род. 22 декабря 2002, Грозный) — российский боксёр, серебряный (2024) и бронзовый (2022) призёр чемпионатов России, обладатель Кубка России 2025 года.
Чеченец. В июне 2024 года ему присвоено звание мастер спорта России (4.6.2024). Выступает в средней весовой категории (до 75 кг).

## Спортивные результаты
- Чемпионат России по боксу 2022 — ;
- Чемпионат России по боксу 2024 — ;
- Кубок России по боксу 2025 — ;